# Новокотів
Ново́котів — село в Україні, у Луцькому районі Волинської області. Входить до складу Підгайцівської сільської громади. Населення становить 321 особу.

## Населення
Згідно з переписом УРСР 1989 року чисельність наявного населення села становила 319 осіб, з яких 132 чоловіки та 187 жінок.
За переписом населення України 2001 року в селі мешкало 320 осіб.

### Мова
Розподіл населення за рідною мовою за даними перепису 2001 року:
| Мова       | Відсоток |
| ---------- | -------- |
| українська | 97,51 %  |
| російська  | 2,49 %   |